# Albert Libertad
Albert Libertad, właśc. Joseph Albert (ur. 24 listopada 1875 w Bordeaux, zm. 12 listopada 1908 w Paryżu) – francuski pisarz i działacz anarchoindywidualistyczny. Założyciel i redaktor gazety L'Anarchie.  

## Życiorys
Wskutek dziecięcej choroby stracił w młodości czucie w nogach. Niedługo po tym został porzucony przez swoich rodziców. W 1896 wyjechał do Montmartre w Paryżu, gdzie szybko zdobył uznanie wśród tamtejszego ruchu anarchistycznego. Był członkiem różnych grup anarchistycznych i zwolennikiem propagandy czynem. Kandydował do rady 11. dzielnicy Paryża w 1902 i 1904 r., jednak sam nie głosował. Swoją kandydaturę postrzegał jako sposób rozpowszechniania idei anarchistycznych. Podczas Sprawy Dreyfusa założył Ligę Antymilitarystyczną (1902) i wraz z Paraf-Javalem rozpoczął "Causeries populaires", czyli serię publicznych dyskusji, które spotkały się z dużym zainteresowaniem w całym kraju, przyczyniając się do otwarcia księgarni i klubów w różnych dzielnicach Paryża.
W kwietniu 1905 roku Libertad założył prawdopodobnie jedną z najważniejszych anarcho-indywidualistycznych gazet - L'Anarchie. Przy jej tworzeniu współpracował m.in. z Victorem Serge, Rirette Maîtrejean, André Lorulotem czy Émile Armandem. Francuski sytuacjonista Raoul Vaneigem twierdził, że Libertad zyskał rozgłos po opublikowaniu odezwy, w której "wezwał obywateli, aby spalili swoje dokumenty tożsamości i ponownie stali się ludźmi, odrzucając tym samym sprowadzanie siebie do liczby składającej się na państwowe statystyki niewolników". Współpracował również jako korektor z Aristide Briandem, a później z Sébastienem Faure. Pisał także do L'En-Dehors, gazecie założonej przez Zo d'Axa. Był zwolennikiem wolnej miłości. 
Zginął 12 listopada 1908 podczas ulicznych zamieszek na ulicach Paryża. 